# Феоктистова, Капитолина Алексеевна
Капитолина Алексеевна Феоктистова (1898—1964) — советский врач, организатор здравоохранения в Сахалинской области. Заслуженный врач РСФСР (1951).

## Биография
Родилась 6 ноября 1898 года в Москве в семье ветеринарного лекаря. В 1919 году окончила среднюю школу. В 1920 году вступила в РКП(б). Работала в комсомольских и партийных органах Московской области. В 1919–1922 годах проходила службу в частях особого назначения. В 1927 году окончила медицинский факультет 1-го Московского государственного университета. С 1927 до 1930 года ординатор хирургическо-гинекологической клиники 1-го Московского госуниверситета, депутат Московского Совета депутатов трудящихся.
С 1930 года по мобилизации ЦК ВКП(б) – на северном Сахалине. Из-за нехватки кадров помимо основной работы в г. Александровске обслуживала население районов. Заведовала родильным домом г. Александровска, заведовала окружным отделом здравоохранения, работала врачом Дуйской больницы, руководила курсами по подготовке среднего медицинского персонала. С 1937 по 1941 год возглавляла хирургическое отделение Александровской городской больницы, стала организатором станции переливания крови. В 1940 году была удостоена звания «Отличник здравоохранения», в 1941 году назначена главным врачом. В годы Великой Отечественной проводила большую работу по подготовке оборонных кадров врачей и среднего медицинского персонала на базе горбольницы. В 1944 году за участие в ликвидации аварии на шахте награждена значком «Отличник угольной промышленности». Вов время проведения Южно-Сахалинской операции оказывала помощь раненым, госпитализированным в хирургическое отделение Александровской горбольницы.
В 1946 году по поручению начальника гражданского управления Д. Н. Крюкова занималась организацией первой на Южном Сахалине больницы для советского населения в пос. Оосава (Большая Елань), которую возглавляла с 1950 по 1953 год. В 1948 году больнице № 1 был присвоен статус Южно-Сахалинской городской больницы, а в 1957 году – статус областной. Стала организатором онкологической службы на Сахалине, руководила онкологическим диспансером с 1953 по 1962 год.
В 1951–1962 годах являлась депутатом Сахалинского областного Совета депутатов трудящихся.
Умерла в мае 1964 года в Москве.

## Почётные звания и награды
- Заслуженный врач РСФСР (1951)
- орден Ленина (11.2.1961)[3]
- Орден «Знак Почёта» (1945)
- Медаль «За доблестный труд в Великой Отечественной войне 1941—1945 гг.» (1945)